# Err-Puigmal
Err-Puigmal ou Puigmal est une station de sports d'hiver du massif des Pyrénées située à l'extrémité ouest du département des Pyrénées-Orientales, en Occitanie. Elle tient son nom du sommet qui la domine, le Puigmal qui, avec 2910 m d'altitude, est le second sommet de la Cerdagne après le pic Carlit (2921 m). La station, située à 1835 mètres d'altitude, est l'une des plus hautes du massif des Pyrénées françaises. Elle est gérée par la commune d'Err.

## Historique
Station sportive aménagée à partir de 1970, la station a été créée au sein de la grande forêt du Puigmal, en contrebas des crêtes de la frontière franco-espagnole. Un syndicat mixte de gestion de la station, le Syndicat du Puigmal, est créé, auquel participent la commune d'Err et le département. La commune de Sainte-Léocadie y adhère en 1984, mais de manière limitée. Après le retrait du Conseil général en 1992, le syndicat change de statut et devient un syndicat intercommunal, auquel adhèrent en plus d'Err, les communes de Saillagouse, Nahuja, Palau-de-Cerdagne, Estavar et Sainte-Léocadie,.
Après d'importants efforts d'investissements en 2004 et 2007, la station subit plusieurs années catastrophiques par le manque d'enneigement. Les six communes exploitant le site finissent par être endettés à hauteur de 9,2 millions d'euros. En juillet 2013, le préfet décide de dissoudre le syndicat du domaine skiable. Finalement la dette contractée par les différentes communes se répartit de la manière suivante, :
- Err : 4 205 698 € (60 %)
- Estavar : 618 953 € (8,83 %)
- Nahuja : 100 083 € (1,42 %)
- Palau-de-Cerdagne : 543 088 € (7,73 %)
- Saillagouse : 1 239 119 € (17,78 %)
- Sainte-Léocadie : 297 573 € (4,24 %).

La commune d'Err, principalement affectée doit relever ses niveaux de taxation, de 13,9 % à 18 % pour la taxe d'habitation et de 15,8 % à 18 % pour la taxe foncière. Une cinquantaine d'emplois sont supprimés, parmi lesquels deux tiers sont des emplois saisonniers.
En décembre 2018, la commune d'Err lance un appel à candidatures pour une réouverture du site.
Après une période de fermeture, à l'état de station fantôme, et de valorisation estivale notamment à partir du concept marketing de Station Trail de la marque Rossignol, un groupe de repreneur toulousain et Bordelais parvient aux conditions de la réouverture pour l'hiver 2021-2022.

## Domaine skiable

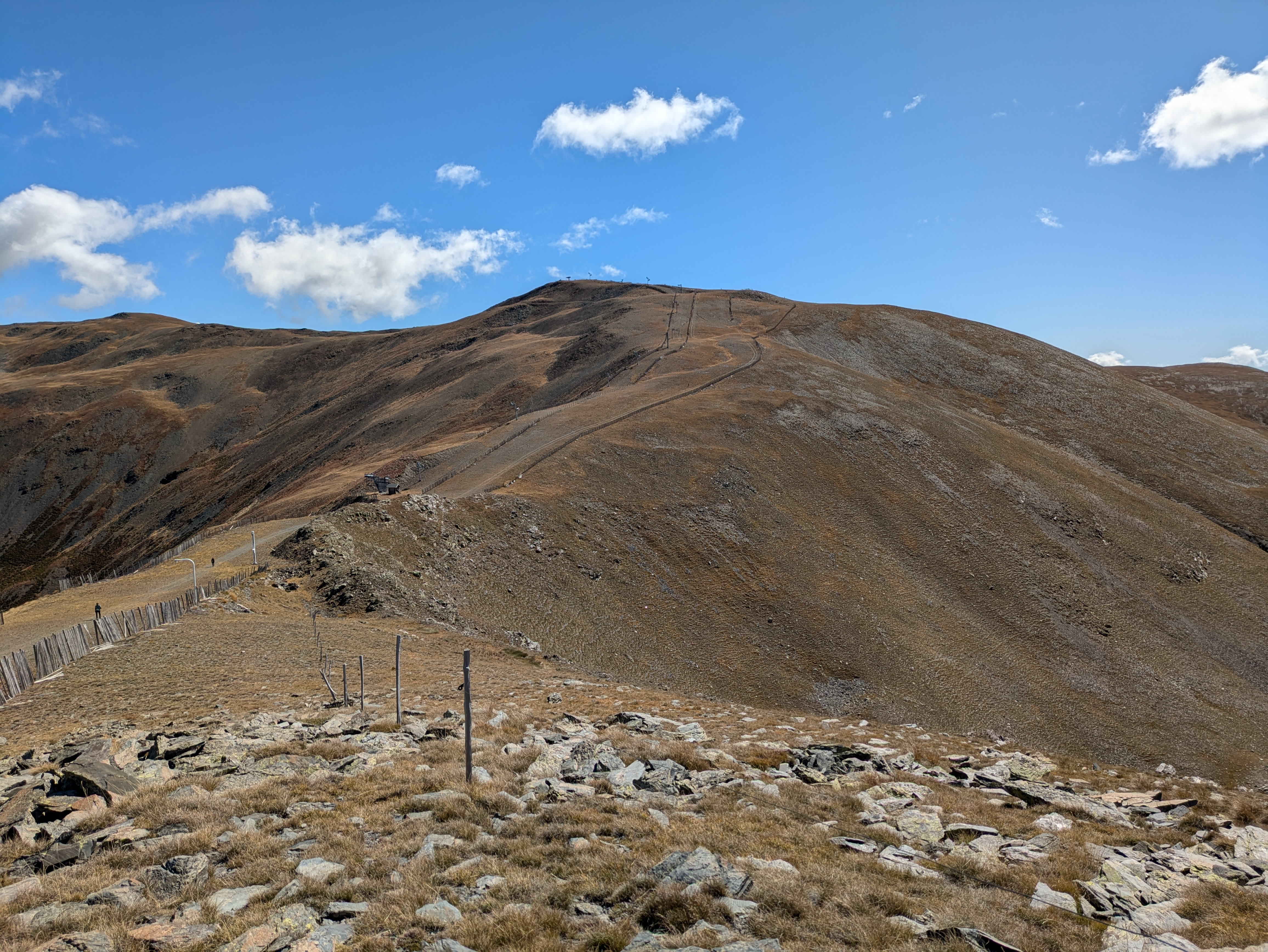
La Tossa del Pas dels Lladres (centre, sur l'horizon).

S'étalant entre 1 835 et 2 665 m en exposition nord et est, le domaine skiable est le plus haut des Pyrénées françaises. Il s'étend sur 320 hectares et compte 35 km de pistes, généralement situées en forêt (sapins et pins).
La station est équipée de 13 remontées mécaniques (2 télésièges, 7 téléskis, 2 télécordes et 1 fil neige) et 35 pistes (5 noires, 14 rouges, 5 bleues, 3 vertes, 2 snow park et 4 border cross). Cela limite son emprise foncière sur l'environnement et son budget d'entretien, sans porter préjudice à la desserte du domaine skiable.
Particularité : le domaine propose également depuis 2003, à partir du sommet des pistes à 2665 m, un espace important de descente en hors piste (free-ride) sécurisé.
fin 2023, la station ferme de nouveau après liquidation judiciaire ordonnée par le tribunal de Perpignan en raison d un hiver 2022/2023 de nouveau manquant de neige et de la hausse du coût de l'énergie

## Urbanisme
Il est réduit à son minimum (quelques centres de vacances), la station ne proposant pas d'hébergement. La station s'articule autour d'un premier départ des pistes à Cotzé (1835m) et d'un second situé à Las Planes (1970m). 